# Лімацела
Лімаце́ла (Limacella) — рід грибів родини мухоморових (Amanitaceae) порядку агарикальні (Agaricales).

## Морфологія
Плодові тіла шапинкові, центральні, невеликих і середніх розмірів. Типи розвитку — бівелангіокарпний або пілеокарпний. Від роду Amanita відрізняється головним чином відсутністю піхви і пластівців на шапці, будовою кільця або наявністю слизового покривала.
Шапка товстом'ясиста, напівкуляста, пізніше розкривається до ширококонусоподібної, опукло- або плоскорозпростертої, край рівний або рубчастий. Горбок в центрі може бути або відсутній. Поверхня клейка або слизова.
М'якуш зазвичай білий, щільний, з борошняним запахом.
Гіменофор пластинчастий, пластинки вільні, слабо прирослі або з коларіумом, часті, білі, є пластиночки.
Ніжка циліндрична, може бути внизу розширеною або з бульбою, щільна або з порожнинами, зі слизовою, клейкою або сухою поверхнею.
Залишки покривал: піхва відсутня, кільце волокнисте, кортиноподібне, чітко виражене або слизове, швидко зникаюче.
Споровий відбиток білий, спори від округлих до яйцеподібних, гладкі або слабо шорсткі, неамілоїдні або псевдоамілоїдні, не ціанофільні.
Трама пластинок спочатку білатеральна, з розвитком гриба стає інверсною або неправильною.
Плевро- і хейлоцистиди відсутні.

## Види
База даних Species Fungorum станом на 21.11.2019 налічує 38 видів роду Limacella:
- Limacella alachuana (Murrill) Pegler, 1983
- Limacella anomologa (Berk. & Broome) Pegler, 1986
- Limacella arida (Gillet) Konrad & Maubl., 1926
- Limacella asperulospora Corner, 1994
- Limacella bentista (Morgan) Murrill, 1914
- Limacella broadwayi (Murrill) H.V.Sm., 1966
- Limacella brunneovenosa C.C.Nascimento & Wartchow, 2018
- Limacella delicata (Fr.) Earle ex Konrad & Maubl., 1930
- Limacella floridana (Murrill) H.V.Sm., 1945
- Limacella fulvodisca (Peck) Murrill, 1912
- Limacella furnacea (Letell.) E.-J.Gilbert, 1928
- Limacella glischra (Morgan) Murrill, 1914
- Limacella grisea Singer, 1989
- Limacella kauffmanii H.V.Sm., 1945
- Limacella laeviceps (Speg.) Raithelh., 1980
- Limacella magna B.Kumari & R.C.Upadhyay, 2013
- Limacella mcmurphyi Murrill, 1912
- Limacella megalopoda (Bres.) Maire, 1926
- Limacella myochroa Pegler, 1983
- Limacella myxodictyon (Berk. & Broome) Pegler, 1986
- Limacella oaxacana Singer, 1958
- Limacella oblita (Peck) Murrill, 1914
- Limacella ochraceorosea (Béguet & Bon) Neville & Poumarat, 2004
- Limacella olivaceobrunnea Hongo, 1978
- Limacella persoonii (Fr.) Konrad & Maubl., 1926
- Limacella pitereka Grgur., 1997
- Limacella quilonensis Sathe & J.T.Daniel, 1981
- Limacella rhodopus (Bres.) Pegler, 1966
- Limacella roseicremea Murrill, 1912
- Limacella roseofloccosa Hora, 1960
- Limacella singaporeana Corner, 1994
- Limacella solidipes (Peck) H.V.Sm., 1945
- Limacella steppicola Zerova, 1974
- Limacella subfurnacea Contu, 1990
- Limacella subglischra (S.Imai) S.Ito, 1959
- Limacella subpessundata (Murrill) Singer, 1942
- Limacella taiwanensis Zhu L.Yang & W.N.Chou, 2002
- Limacella whereoparaonea G.S.Ridl., 1993

## Екологія та розповсюдження
Мікоризні або сапротрофні гриби, ростуть на ґрунті або на залишках деревини, зустрічаються в лісах, парках, є степові види, можуть з'являтися в парниках.
Рід відомий в Європі, Азії, Північній Америці, Африці.

## Практичне значення
Ці гриби зустрічаються досить рідко, тому маловідомі грибникам. Є їстівні, у частини видів їстівність або токсичність не вивчена, серед них можуть бути отруйні.